# Парафіївська волость
Парафіївська волость — історична адміністративно-територіальна одиниця Борзнянського повіту Чернігівської губернії з центром у селі Парафіївка.
Станом на 1885 рік складалася з 7 поселень, 7 сільських громад. Населення — 7508 осіб (3812 чоловічої статі та 3696 — жіночої), 1202 дворових господарств.
|                     | Площа, десятин | У тому числі орної, дес. |
| ------------------- | -------------- | ------------------------ |
| Сільських громад    | 4135           | 3741                     |
| Приватної власності | 6253           | 4384                     |
| Казенної власності  | 50             | —                        |
| Іншої власності     | 62             | 56                       |
| Загалом             | 10450          | 8181                     |

Основні поселення волості:
- Парафіївка (Власівка) — колишнє власницьке село за 50 верст від повітового міста, 3792 особи, 635 дворів, православна церква, лікарня, постоялий двір, 5 постоялих будинків, 2 лавки, базари, бурякоцукровий завод. За 5 верст — селище різночинців Качанівка з православною церквою та крупорушкою.
- Лисогори — колишнє державне та власницьке село при болоті Доч, 596 осіб, 193 осіб, православна церква, постоялий будинок.
- Петрушівка — колишній власницький хутір, 761 особа, 136 дворів, постоялий будинок.
- Терешиха — колишній власницький хутір, 548 осіб, 97 дворів, постоялий будинок.
- Туркеновка — колишнє власницьке село, 1277 осіб, 226 дворів, постоялий двір, постоялий будинок.

1899 року у волості налічувалось 7 сільських товариств. Населення зросло до 11189 осіб (5637 чоловічої статі та 5552 — жіночої).